# Den fortabte kriger
Den fortabte kriger er en dansk dokumentarfilm fra 2018 instrueret af Søren Steen Jespersen og Nasib Farah.

## Handling
Mohammad var kun tre år, da han blev sendt væk fra Somalia til et bedre liv i England. Som teenager i London røg han ud i kriminalitet. Han kom i fængsel og blev radikaliseret og som 19-årig blev han udvist til Somalia - direkte i armene på terrororganisationen Al-Shabaab. Mohammed finder ud af, at Al-Shabaab ikke er nogen frihedsbevægelse og beslutter han sig for at flygte. Som 23-årig lever han under jorden i Mogadishu i et forsøg på at gemme sig for al-Shabaab. Her møder han Fathi, en ung kvinde, der er født i London, men er i Somalia på ”genopdragelse”. De bliver gift og da Fathi returnerer til London, er hun gravid med deres fælles barn.
Filmen følger det unge pars forsøg på at blive forenet som familie og skabe en fremtid for sig selv og deres søn, Yassir. Men Fathi og Mohammed er ikke kun fanget af den herskende verdenspolitik, hvor Mohammed i praksis er uden statsborgerskab. De er også fastlåst i deres egen kultur, hvor kravene til at opretholde traditionelle og religiøse mønstre slet ikke harmonerer med at være et ungt menneske i en moderne verden.

## Medvirkende
- Mohammed Ali Omar
- Fathi Sheikh